# Dragan Mrđa
Dragan Mrđa (srbskou cyrilicí Драган Мрђа, * 23. ledna 1984, Vršac, SFR Jugoslávie) je srbský fotbalový útočník, v současnosti hráč FK Crvena zvezda.

## Klubová kariéra
V létě 2010 podepsal tříletý kontrakt se švýcarským týmem FC Sion, kde působil do roku 2013. Poté se vrátil do vlasti do klubu, v němž debutoval v profesionálním fotbale, do FK Crvena zvezda.

## Reprezentační kariéra

### Mládežnické reprezentace
Zúčastnil se Mistrovství Evropy hráčů do 21 let 2007, konaného v Nizozemsku, kde Srbsko po výhrách 1:0 nad Itálií a Českou republikou a prohře 0:2 s Anglií obsadilo se 6 body první místo základní skupiny B. V semifinále přispěl jedním gólem k vítězství 2:0 nad Belgií a ve finále rovněž skóroval, ale Srbsko podlehlo domácímu Nizozemsku 1:4.

### A-mužstvo
V A-mužstvu Srbska debutoval 19. listopadu 2008 v přátelském domácím zápase s Bulharskem, šel na hřiště ve 35. minutě. Střetnutí skončilo vysokým vítězstvím Srbska 6:0.
7. dubna 2010 vstřelil dva góly v přátelském zápase s domácím Japonskem, Srbsko zvítězilo 3:0. Byl součástí srbského týmu na Mistrovství světa 2010 v Jihoafrické republice, ale do žádného ze tří utkání Srbska na turnaji nezasáhl.

### Reprezentační góly
Góly Dragana Mrđy v A-týmu Srbska
| 010                 | 7. 4. 2010 | Nagai Stadium, Ósaka, Japonsko | Japonsko | 00:10(15.) | 0:3 | přátelský zápas |
| 02                  | 7. 4. 2010 | Nagai Stadium, Ósaka, Japonsko | Japonsko | 00:20(23.) | 0:3 | přátelský zápas |
| Platí k 3. 11. 2015 |            |                                |          |            |     |                 |